# 1969 no cinema

## Principais filmes estreados
- The Love Bug, de Robert Stevenson, com Dean Jones, David Tomlinson, Michele Lee e Buddy Hackett
- L'armée des ombres, de Jean-Pierre Melville, com Lino Ventura, Jean-Pierre Cassel e Simone Signoret
- The Arrangement, de Elia Kazan, com Kirk Douglas, Faye Dunaway, Deborah Kerr e Hume Cronyn
- Bitka na Neretvi, de Veljko Bulajić, com Yul Brynner, Franco Nero, Orson Welles e Curd Jürgens
- Bob & Carol & Ted & Alice, de Paul Mazursky, com Natalie Wood, Elliott Gould e Dyan Cannon
- Butch Cassidy and the Sundance Kid, de George Roy Hill, com Paul Newman, Robert Redford e Cloris Leachman
- La caduta degli dei, de Luchino Visconti, com Dirk Bogarde, Ingrid Thulin, Helmut Berger e Charlotte Rampling
- El chacal de Nahueltoro, de Miguel Littín
- Le clan des Siciliens, de Henri Verneuil, com Jean Gabin, Alain Delon e Lino Ventura
- Dillinger è morto, de Marco Ferreri, com Michel Piccoli, Anita Pallenberg e Annie Girardot
- O Dragão da Maldade contra o Santo Guerreiro, de Glauber Rocha, com Maurício do Valle, Odete Lara e Othon Bastos
- Easy Rider, de e com Dennis Hopper e com Peter Fonda e Jack Nicholson
- Une femme douce, de Robert Bresson, com Dominique Sanda
- La femme infidèle, de Claude Chabrol, com Stéphane Audran e Maurice Ronet
- The Gypsy Moths, de John Frankenheimer, com Burt Lancaster, Deborah Kerr, Gene Hackman e Bonnie Bedelia
- Hello, Dolly! de Gene Kelly, com Barbra Streisand, Walter Matthau e Michael Crawford, com participação de Louis Armstrong
- John and Mary, de Peter Yates, com Dustin Hoffman, Mia Farrow e Olympia Dukakis
- The Learning Tree, de Gordon Parks, com Estelle Evans
- Liebe ist kälter als der Tod, de Rainer Werner Fassbinder, com Hanna Schygulla
- Ma nuit chez Maud, de Éric Rohmer, com Jean-Louis Trintignant, Françoise Fabian e Marie-Christine Barrault
- Mackenna's Gold, de J. Lee Thompson, com Gregory Peck, Omar Sharif, Telly Savalas, Burgess Meredith e Edward G. Robinson
- Macunaíma, de Joaquim Pedro de Andrade, com Grande Otelo, Paulo José, Jardel Filho, Dina Sfat, Milton Gonçalves e Joana Fomm
- Medea, de Pier Paolo Pasolini, com Maria Callas e Massimo Girotti
- Midnight Cowboy, de John Schlesinger, com Dustin Hoffman e Jon Voight
- Oh! What a Lovely War, de Richard Attenborough, com Ian Holm, John Gielgud, Dirk Bogarde, Jean-Pierre Cassel, Laurence Olivier, Vanessa Redgrave, Maggie Smith e John Mills
- On Her Majesty's Secret Service, de Peter Hunt, com George Lazenby, Diana Rigg e Telly Savalas
- En passion, de Ingmar Bergman, com Max von Sydow, Liv Ullmann, Bibi Andersson e Erland Josephson
- La piscine, de Jacques Deray, com Alain Delon, Romy Schneider, Maurice Ronet e Jane Birkin
- Porcile, de Pier Paolo Pasolini, com Pierre Clémenti, Jean-Pierre Léaud, Ugo Tognazzi e Marco Ferreri
- The Prime of Miss Jean Brodie, de Ronald Neame, com Maggie Smith e Pamela Franklin
- Queimada, de Gillo Pontecorvo, com Marlon Brando e Renato Salvatori
- The Rain People, de Francis Ford Coppola, com James Caan e Robert Duvall
- The Reivers, de Mark Rydell, com Steve McQueen e Diane Ladd
- Satyricon, de Federico Fellini, com Capucine
- The Secret of Santa Vittoria, de Stanley Kramer, com Anthony Quinn, Anna Magnani e Giancarlo Giannini
- Shōnen, de Nagisa Ōshima
- La sirène du Mississipi, de François Truffaut, com Jean-Paul Belmondo e Catherine Deneuve
- Sweet Charity, de Bob Fosse, com Shirley MacLaine, Ricardo Montalbán e Sammy Davis Jr.
- Take the Money and Run, de e com Woody Allen
- Tell Them Willie Boy Is Here, de Abraham Polonsky, com Robert Redford
- They Shoot Horses, Don't They?, de Sydney Pollack, com Jane Fonda, Susannah York, Bonnie Bedelia e Bruce Dern
- Topaz, de Alfred Hitchcock, com Karin Dor, Michel Piccoli e Philippe Noiret
- La voie lactée, de Luis Buñuel, com Michel Piccoli
- The Wild Bunch, de Sam Peckinpah, com William Holden, Ernest Borgnine, Robert Ryan e Warren Oates
- Women in Love, de Ken Russell, com Alan Bates, Oliver Reed e Glenda Jackson
- Wszystko na sprzedaz, de Andrzej Wajda
- Z, de Costa-Gavras, com Yves Montand, Irene Papas e Jean-Louis Trintignant

## Nascimentos
| Data            | Nome                 | Profissão                                       | Nacionalidade           | Observações | Ref |
| --------------- | -------------------- | ----------------------------------------------- | ----------------------- | ----------- | --- |
| 1 de janeiro    | Morris Chestnut      | ator                                            | Estados Unidos          |             |     |
| 3 de janeiro    | Matheus Nachtergaele | ator                                            | Brasil                  |             |     |
| 6 de janeiro    | Norman Reedus        | ator, fotógrafo, modelo e diretor               | Estados Unidos          |             |     |
| 16 de janeiro   | Daniela Escobar      | atriz e apresentadora                           | Brasil                  |             |     |
| 6 de fevereiro  | Masaharu Fukuyama    | ator e cantor                                   | Japão                   |             |     |
| 11 de fevereiro | Jennifer Aniston     | atriz                                           | Estados Unidos          |             |     |
| 15 de fevereiro | Marina Person        | atriz, cineasta e apresentadora                 | Brasil                  |             |     |
| 28 de fevereiro | Robert Sean Leonard  | ator                                            | Estados Unidos          |             |     |
| 1 de março      | Javier Bardem        | ator                                            | Espanha                 |             |     |
| 27 de março     | Pauley Perrette      | atriz                                           | Estados Unidos          |             |     |
| 31 de março     | Paula Lavigne        | atriz                                           | Brasil                  |             |     |
| 2 de abril      | Ajay Devgn           | ator                                            | Índia                   |             |     |
| 6 de abril      | Paul Rudd            | ator                                            | Estados Unidos          |             |     |
| 25 de abril     | Renée Zellweger      | atriz                                           | Estados Unidos          |             |     |
| 1 de maio       | Wes Anderson         | cineasta                                        | Estados Unidos          |             |     |
| 14 de maio      | Cate Blanchett       | atriz                                           | Austrália               |             |     |
| 16 de maio      | David Boreanaz       | ator                                            | Estados Unidos          |             |     |
| 25 de maio      | Anne Heche           | atriz                                           | Estados Unidos          |             |     |
| 14 de junho     | Marcos Pasquim       | ator                                            | Brasil                  |             |     |
| 15 de junho     | Ice Cube             | rapper e ator                                   | Estados Unidos          |             |     |
| 19 de junho     | Leonel Vieira        | cineasta                                        | Portugal                |             |     |
| 30 de junho     | Dira Paes            | atriz                                           | Brasil                  |             |     |
| 24 de julho     | Jennifer Lopez       | atriz e cantora                                 | Estados Unidos          |             |     |
| 29 de julho     | Adele Stevens        | estrela pornô                                   | Reino Unido             |             |     |
| 29 de julho     | Drica Moraes         | atriz                                           | Brasil                  |             |     |
| 18 de agosto    | Christian Slater     | ator                                            | Estados Unidos          |             |     |
| 18 de agosto    | Edward Norton        | ator                                            | Estados Unidos          |             |     |
| 19 de agosto    | Matthew Perry        | ator                                            | Canadá / Estados Unidos |             |     |
| 31 de agosto    | Alexia Dechamps      | atriz                                           | Argentina / Brasil      |             |     |
| 25 de setembro  | Catherine Zeta-Jones | atriz                                           | Estados Unidos          |             |     |
| 26 de setembro  | Dan Stulbach         | ator                                            | Brasil                  |             |     |
| 8 de outubro    | Dylan Neal           | ator                                            | Canadá                  |             |     |
| 24 de outubro   | Adela Noriega        | atriz                                           | México                  |             |     |
| 4 de novembro   | Matthew McConaughey  | ator                                            | Estados Unidos          |             |     |
| 13 de novembro  | Gerard Butler        | actor e cantor                                  | Reino Unido (Escócia)   |             |     |
| 19 de novembro  | Leila Lopes          | atriz                                           | Brasil                  | m. 2009     |     |
| 28 de novembro  | Colman Domingo       | ator                                            | Estados Unidos          |             |     |
| 30 de novembro  | Marc Forster         | cineasta                                        | Suíça / Alemanha        |             |     |
| 30 de novembro  | Amy Ryan             | atriz                                           | Estados Unidos          |             |     |
| 5 de dezembro   | Lynne Ramsay         | diretora, escritora e produtora cinematográfica | Escócia                 |             |     |
| 15 de dezembro  | Adriana Esteves      | atriz                                           | Brasil                  |             |     |
| 21 de dezembro  | Julie Delpy          | atriz e cantora                                 | França                  |             |     |
| 31 de dezembro  | Lance Reddick        | ator e músico                                   | Estados Unidos          |             |     |

## Mortes
| Data           | Nome                | Profissão                       | Nacionalidade            | Observações | Ref |
| -------------- | ------------------- | ------------------------------- | ------------------------ | ----------- | --- |
| 2 de fevereiro | Boris Karloff       | ator                            | Reino Unido              | n. 1887     |     |
| 5 de fevereiro | Thelma Ritter       | atriz                           | Estados Unidos           | n. 1905     |     |
| 9 de fevereiro | Gabby Hayes         | ator                            | Estados Unidos           | n. 1885     |     |
| 27 de maio     | Jeffrey Hunter      | ator                            | Estados Unidos           | n. 1926     |     |
| 8 de junho     | Robert Taylor       | ator                            | Estados Unidos           | n. 1911     |     |
| 22 de junho    | Judy Garland        | atriz e cantora                 | Estados Unidos           | n. 1922     |     |
| 5 de julho     | Leo McCarey         | realizador                      | Estados Unidos           | n. 1898     |     |
| 9 de agosto    | Sharon Tate         | atriz, esposa de Roman Polanski | Estados Unidos           | n. 1943     |     |
| 22 de dezembro | Josef von Sternberg | realizador                      | Áustria / Estados Unidos | n. 1894     |     |